# Męska historia (film 2006)
Męska historia – brytyjska tragikomedia filmowa z 2006 roku w reżyserii Nicholasa Hytnera, zrealizowana na podstawie sztuki Alana Bennetta The History Boys.

## Obsada
- Samuel Anderson jako Crowther
- James Corden jako Timms
- Stephen Campbell Moore jako Irwin
- Richard Griffiths jako Hector
- Frances de la Tour jako pani Lintott
- Andrew Knott jako Lockwood
- Russell Tovey jako Rudge
- Jamie Parker jako Scripps
- Penelope Wilton jako pani Bibby
- Dominic Cooper jako Dakin
- Samuel Barnett jako Posner
- Sacha Dhawan jako Akhtar